# 本田早苗
本田 早苗（ほんだ さなえ、1918年2月25日 - 没年不明 ）は、日本の官僚、経営者。丸善石油社長を務めた。香川県出身。

## 来歴・人物
1942年に東京帝国大学法学部政治学科を卒業し、同年に高文行政科に合格し、通商産業省に入省した。1969年7月に企業局長に就任し、1972年6月までに務めた。1976年6月に丸善石油副社長に就任し、1977年11月から1981年3月までに社長を務めた。
1991年4月に勲二等瑞宝章を受章。